# بوسئو
بوسئو (به لاتین: Buceo) یک منطقهٔ مسکونی در اروگوئه است که در مونته‌ویدئو واقع شده‌است.